# 両シチリア王国

両シチリア王国
Regno dê Doje Sicilie (ナポリ語)
Regnu dî Dui Sicili (シチリア語)

国歌: Inno al Re（イタリア語）
国王賛歌

両シチリア王国の位置（1839年）

両シチリア王国（りょうシチリアおうこく、イタリア語: Regno delle Due Sicilie）は、19世紀の南イタリアに存在した王国である。ナポレオン戦争後の1816年に、長らくブルボン家（シチリア・ブルボン朝）の同君連合下にあったシチリア王国とナポリ王国が統合されて成立した。 しかし、ナポリの政府による中央集権政治はシチリアの分離独立運動を、また保守反動的な姿勢は民族運動・革命運動を招き、イタリア統一運動（リソルジメント）の中でガリバルディ率いる軍に征服されて消滅した。1861年にサルデーニャ王国に合併された。
両シチリア王国としての存続期間は約45年であるが、それに先立つ同君連合時代も含めると、南イタリアは約120年にわたってブルボン家が統治した。「両シチリア王国」という呼称は、統合に先立ってシチリア王国とナポリ王国が同一王権下にあった時期に用いられることがある。また、中世シチリア王国に言及する際にも適用されることがある。本項では「両シチリア」という呼称についても言及する。

## 地理
両シチリア王国の領土は、現在のイタリア共和国のラツィオ州の一部、およびカンパニア州、カラブリア州、プッリャ州、アブルッツォ州、モリーゼ州、バジリカータ州、シチリア州に及んだ。これは、中世シチリア王国の領域とおおむね同じである。

## 歴史

### 前史

#### 「両シチリア」という名称
中世、シチリア島とイタリア半島南部を支配していたシチリア王国（オートヴィル朝参照）は、13世紀にシチリア島側と半島側の国に分裂した。2つの国はともに自らが正統な「シチリア王」であるとして「シチリア王国」を公称したため、両者を併称する両シチリア（ラテン語: Utraque Sicilia「両方のシチリア」, 伊: Due Sicilie「2つのシチリア」）という呼称が生まれた。のちに、ナポリを首都とする半島側の国を「ナポリ王国」と呼び、単に「シチリア王国」と呼ぶ際にはシチリア島のみを支配する国（別名「トリナクリア王国」）を指す用法が定着した。15世紀前半、アラゴン王アルフォンソ5世はシチリア王とナポリ王を兼ね、「両シチリア王」（Rex Utriusque Siciliae）を称したことがあるが、両国を統合するには至らなかった。

#### シチリア・ブルボン朝の同君連合
ポーランド継承戦争（1733年 - 1735年）中の1734年、スペイン国王フェリペ5世の息子の一人であるパルマ公カルロ・ディ・ボルボーネは、オーストリア・ハプスブルク家の支配下にあったナポリ王国とシチリア王国を占領した（ナポリ国王カルロ7世／シチリア国王カルロ5世）。戦後、カルロは両国の王であることが確認された。この時カルロはすでに「両シチリア国王」を称しており、これをもって両シチリア王国の成立とする見方もある。カルロはカゼルタ宮殿の建設を開始し、各種産業の近代化を試みた（世界遺産に登録されているヴァンヴィテッリの水道橋やサン・レウチョの邸宅群も、その治世に手がけられた事業である）。
カルロは1759年にスペイン国王に即位したが（カルロス3世）、その際に次男カルロス（後のカルロス4世）をアストゥリアス公（スペイン王位継承者）とし、三男フェルナンド（フェルディナンド）にナポリとシチリアの王位を譲った（ナポリ国王フェルディナンド4世／シチリア国王フェルディナンド3世）。
以後、2つの王国は、ナポリを本拠とするシチリア・ブルボン家（スペイン・ブルボン家の分家）による同君連合の下で統治されることになった。

#### ナポレオン戦争の時代
1799年1月23日、フランス革命軍がナポリに侵入し、パルテノペア共和国を成立させた。フェルディナンドはシチリアに退避したが、同年6月19日にファブリツィオ・ルッフォ枢機卿率いる軍がフランス軍を叩き、ブルボン朝を復興してパルテノペア共和国は滅亡した。1805年、フランス軍は再びナポリを占領し、フェルディナンドはパレルモにまた避難した。
1806年3月30日、ナポレオン・ボナパルトは兄ジョゼフ（ジュゼッペ）をナポリ国王とした (Kingdom of Naples (Napoleonic)) ）。1808年7月15日には代わってナポレオンの妹婿ジョアシャン・ミュラがナポリ国王となり、ジョゼフは新たにスペイン国王となった。ミュラはこの時「両シチリア国王」の称号を公式に用いたが、実際にはシチリアはフェルディナンドが押さえていた。ミュラは1815年5月20日にナポリを見捨て、5月23日にフェルディナンドの息子レオポルドがシチリアからナポリに帰還し、6月17日にはフェルディナンドも戻った。

### 両シチリア王国

#### 王国の統合
フェルディナンドは、ウィーン会議でナポリ王国とシチリア王国に復帰することが認められた。1816年12月8日、フェルディナンドはナポリとシチリアの2つの王国を両シチリア王国の名の下に統合した。それとともに「ナポリ国王フェルディナンド4世」「シチリア国王フェルディナンド3世」の併称を改め、「両シチリア王フェルディナンド1世」と称した。フェルディナンド1世の在位は1816年から1825年まで続いた。
シチリア・ブルボン朝の中央集権的な政治姿勢は、シチリアの分離独立運動を招いた。また、反動的な政治姿勢は、自由主義・立憲主義を求める革命運動を招いた。1820年には、シチリアで分離主義革命が、ナポリではカルボナリ革命（ナポリ革命、またはノーラの蜂起）が発生した。1848年にはヨーロッパ各地が革命に揺れたが（1848年革命）、シチリアとナポリは革命の中心地のひとつであった。

#### イタリア統一運動と王国の滅亡
1860年、両シチリア王国はリソルジメント最終局面で、ガリバルディ率いる千人隊（赤シャツ隊）の侵攻を受けた。5月にシチリア島のマルサーラ付近に上陸した千人隊は、反乱勢力を糾合しパレルモを陥落させてシチリアをほぼ手中におさめた。前年に即位した国王フランチェスコ2世（フェルディナンド1世の曾孫）は立憲君主制への転換をはかり、立憲政府を発足させたが、メッシーナ海峡を渡ったガリバルディはさらに支持を集め、サルデーニャ王国軍も南下し両シチリア王国に侵攻を開始した。9月6日、北部で決戦を行うべくフランチェスコ2世はマリーア・ソフィア王妃を伴い軍を率いてナポリを脱出し、翌7日にガリバルディがナポリに入城して臨時共和政府が樹立された。1860年10月21日に住民投票が行われ、サルデーニャ王国への併合が票決された。10月25日、「テアーノの握手」によってガリバルディは占領地をサルデーニャ国王ヴィットーリオ・エマヌエーレ2世に献上した。両シチリア王国軍は北部で抵抗をつづけたが、1861年2月12日に最後の拠点であるガエータ要塞が陥落した。3月14日、サルデーニャ議会はヴィットーリオ・エマヌエーレ2世をイタリア国王と宣言し、イタリア王国が成立した。

## 歴代君主

### ナポリ王国：1734年 - 1816年
- カルロ7世（1734年 - 1759年）
- フェルディナンド4世（1759年 - 1799年、1799年 - 1806年、1815年 - 1816年）
  - パルテノペア共和国（1799年）
  - ジュゼッペ1世（1806年 - 1808年）
  - ジョアッキーノ1世（1808年 - 1815年）

### シチリア王国：1734年 - 1816年
- カルロ5世（1734年 - 1759年）
- フェルディナンド3世（1759年 - 1816年）

### 両シチリア王国：1816年 - 1860/61年
- フェルディナンド1世（1816年 - 1825年）
- フランチェスコ1世（1825年 - 1830年）
- フェルディナンド2世（1830年 - 1859年）
- フランチェスコ2世（1859年 - 1860/61年）

## 象徴

### 国旗
シチリア・ブルボン朝の下では以下の国旗 (it:Bandiera del Regno delle Due Sicilie) が使われた。

1816年制定の国旗。王国の存続期間中、大部分はこの旗が用いられた。
1848年4月3日から1849年3月19日まで使われた国旗。1848年革命に伴い立憲王政が樹立された時期の旗。
1860年6月25日、立憲君主制への転換を図ったフランチェスコ2世は、トリコローレに国章を配した国旗 (it) を採用した。

### 王旗

1829年から1861年まで使われた王旗.

### 国章
シチリア・ブルボン朝の下で使用された国章 (it:Stemma del Regno delle Due Sicilie) は、以下のような構成になっている。
| |
| 1. ファルネーゼ家 2. ハプスブルク家 3. ブルゴーニュ（旧） 4. カスティーリャ・イ・レオン 5. アラゴン 6. アラゴン-シチリア王国 (ホーエンシュタウフェン朝とアラゴンの紋章の組み合わせ) 7. メディチ家 8. ポルトガル王国 9. オーストリア 10. ブルボン家-アンジュー家（新） 11. ブルゴーニュ（新） 12. オーストリア 13. ブルゴーニュ（旧） 14. ファルネーゼ家 15. ブルゴーニュ（旧） 16. フランドル 17. チロル 18. ブラバント公国 19. アンジュー家 （旧） 20. エルサレム王国 21. グラナダ王国 (Kingdom of Granada (Crown of Castile)) 22. 聖霊騎士団勲章 23. 聖ヤヌアリウス騎士団勲章 24. カルロス3世勲章 25. 聖フェルディナンド・メリット勲章 26. Sacred Military Constantinian Order of Saint George 27. 金羊毛騎士団勲章 |